# NGC 4771
NGC 4771 (другие обозначения — UGC 8020, MCG 0-33-17, ZWG 15.31, IRAS12507+0132, PGC 43784, HRS 273) — спиральная галактика (Scd) в созвездии Девы.
Галактика наблюдается с ребра. Её кривая вращения имеет правильную симметричную форму и прослеживается до области между эффективным радиусом и оптическим радиусом, соответствующим 24-й звёздной величине на кв. секунду в фотометрической полосе r. Оценки максимальной скорости вращения и её положения по излучению в линии H-альфа и в радиолинии нейтрального водорода.
Этот объект входит в число перечисленных в оригинальной редакции «Нового общего каталога».